# Бочкарёв, Пётр Владимирович
Пётр Владимирович Бочкарёв (род. 3 ноября 1967 года, Москва, СССР) — российский прыгун с шестом, двукратный чемпион Европы в помещении (1992, 1994), участник летних Олимпийских игр 1996, чемпион России в помещении 1996 и 1998.

## Биография
Мать — Ирина Робертовна Турова-Бочкарёва, двукратная чемпионка Европы 1954 (в беге на 100 м и эстафете 4х100 м).
Пётр дебютировал на международной арене в 1991 году на летней Универсиаде в Шеффилде, где занял третье место. Наибольших успехов добился на соревнованиях, проводимых в помещениях — чемпионатах Европы 1992, 1994 и 1996 годов. В 1996 году единственный раз в карьере участвовал в Олимпийских играх, где занял 5 место. Завершил выступления в 2001 году.

## Достижения

### Международные
| Год  | Соревнования                 | Место проведения        | Результат | Высота          |
| ---- | ---------------------------- | ----------------------- | --------- | --------------- |
| 1991 | Летняя Универсиада           | Шеффилд, Великобритания | 3         | 5,60 м          |
| 1992 | Чемпионат Европы в помещении | Генуя, Италия           | 1         | 5,85 м (CR, NR) |
| 1994 | Чемпионат Европы в помещении | Париж, Франция          | 1         | 5,90 м (CR, NR) |
| 1994 | Игры доброй воли             | Санкт-Петербург, Россия | 5         | 5,60 м          |
| 1996 | Кубок Европы                 | Мадрид, Испания         | 1         | 5,70 м          |
| 1996 | Чемпионат Европы в помещении | Стокгольм, Швеция       | 3         | 5,80 м          |
| 1996 | Летние Олимпийские игры      | Атланта, США            | 5         | 5,86 м          |
| 1998 | Чемпионат Европы в помещении | Валенсия, Испания       | 12        | NM              |

### Национальные
| Год  | Соревнования                                         | Место проведения | Результат | Высота |
| ---- | ---------------------------------------------------- | ---------------- | --------- | ------ |
| 1994 | Чемпионат России по лёгкой атлетике в помещении 1994 | Липецк           | 2         | 5,65 м |
| 1996 | Чемпионат России по лёгкой атлетике в помещении 1996 | Москва           | 1         | 5,75 м |
| 1996 | Чемпионат России по лёгкой атлетике 1996             | Санкт-Петербург  | 2         | 5,85 м |
| 1997 | Чемпионат России по лёгкой атлетике 1997             | Тула             | 3         | 5,45 м |
| 1998 | Чемпионат России по лёгкой атлетике в помещении 1998 | Москва           | 1         | 5,75 м |
| 1999 | Чемпионат России по лёгкой атлетике 1999             | Тула             | 3         | 5,50 м |